# Liste des chefs du Territoire Kalinago
Le chef du Territoire Kalinago est le président du Conseil caraïbe, gouvernement du Territoire Kalinago (ou Réserve caraïbe).
| Nom                               | Période       | Faits marquants                                                                     |
| --------------------------------- | ------------- | ----------------------------------------------------------------------------------- |
| Thomas "l'Indien" Warner          | 1667-1674     |                                                                                     |
| Petit François                    | XVIIIe siècle |                                                                                     |
| (Popot) Wakanik                   | XVIIIe siècle |                                                                                     |
| Joseph                            | 1850-1875     |                                                                                     |
| Brunie                            | 1875-1900     |                                                                                     |
| Auguiste François                 | 1900-1916     | sous son mandat, la réserve est officialisée par le gouvernement britannique (1903) |
| Jules Benjamin Corriette          | 1916-1926     |                                                                                     |
| Thomas "Jolly" John               | 1926-1930     |                                                                                     |
| Simon John                        | 1930          |                                                                                     |
| Fonction suspendue de 1930 à 1952 |               | à la suite de la Guerre Caraïbe, la fonction est suspendue                          |
| Whitney Frederick                 | 1953-1959     |                                                                                     |
| Jermandois Francis                | 1959-1972     |                                                                                     |
| Masclem Frederick                 | 1972-1975     |                                                                                     |
| Faustulus Frederick               | 1975-1979     |                                                                                     |
| Hilary Frederick (1er mandat)     | 1979-1984     |                                                                                     |
| Irvince Auguiste                  | 1984-1994     |                                                                                     |
| Hilary Frederick (2ème mandat)    | 1994-1998     |                                                                                     |
| Garnet Joseph                     | 1998-2004     |                                                                                     |
| Charles Williams                  | 2004-2009     |                                                                                     |
| Garnet Joseph                     | 2009-2014     |                                                                                     |
| Charles Williams                  | 2014-         | en cours                                                                            |